# ヤニック・ファン・オシュ
ヤニック・ファン・オシュ（Yanick van Osch、1997年3月24日 - ）は、オランダ・スヘルトーヘンボス出身のサッカー選手。RKCヴァールヴァイク所属。ポジションはGK。

## クラブ歴
2020年5月19日、PSVとの契約満了に伴い、フォルトゥナ・シッタートと2年契約を交わした。
2023年6月9日、SCカンブールに3年契約で移籍した。